# Tavolate di San Giuseppe
Le tavolate di San Giuseppe (o Altari di San Giuseppe) sono una tradizione popolare siciliana e jonico-salentina. Infatti, oltre alle famose tradizioni locali siciliane, sono realizzate anche in Puglia, nell'area jonico-salentina (Taranto-Lecce). Consistono in alcune tavole imbandite di cibarie di vario genere, offerte come ex voto a San Giuseppe durante i festeggiamenti del 19 marzo, festa del papà. 
È una vera e propria arte culinaria diffusa nei paesi dell'entroterra siciliano, dove la devozione al padre putativo di Gesù è particolarmente sentita. 
Le tavolate di San Giuseppe, in siciliano dette: "Tavuli 'ri' San Giuseppi", vengono preparate nelle case dei devoti che per tutta la giornata rimarranno aperte al pubblico. Questa usanza ricorda così la Sacra Famiglia e lo spirito della carità cristiana nei confronti dei più poveri. 
Le tavolate vengono apparecchiate con preziosi merletti, lenzuolini e immagini di San Giuseppe. Ciascun visitatore è libero di gustare le prelibatezze messe a disposizione dal proprietario, che prepara o commissiona i "Pupi 'ri' San Giuseppi", ovvero del pane dalle forme particolari, plasmato appositamente per raffigurare gli oggetti quotidiani del Santo falegname. Oltre a questa assoluta prelibatezza, le tavole sono imbandite di primi piatti, come la pasta con le sarde e finocchi ; di salsicce, salami e formaggi; broccoli, cardi e altre verdure fritte; dolci come i cannoli, le cassate, la pignolata, le cassatelle, bocconcini e babà ripieni...e poi frutta e vivande. Inoltre le tavolate sono arricchite con finocchi e lattughe.
Nella Sicilia occidentale nei paesi di Salemi, Borgetto, Terrasini, vengono chiamate mense di San Giuseppe, nelle case dei devoti o spazi vengono preparati, e addobbati pareti con tanti quadri antichi che ritraggono San Giuseppe e la Sacra famiglia, gli altari i sono impreziositi con tovagliati di lino ricamati dalla donna di famiglia, e con un prezioso quadro con l'immagine di San Giuseppe, da una parte i tavoli lunghi sono decorati da tutte le pietanze tradizionali del luogo caponate frittate polpette di pesce dolci dai ravioli biscotti ecc. In genere i piatti sono un centinaio, e al centro della mensa c'è un tavolo decorato con porcellane cristalli e argenti che ospiterà i tre bambini che rappresentano Gesù Giuseppe e Maria, viene messo a disposizione uno spazio raccolta spesa chi desidera può donare del cibo in scatola alle famiglie più povere. I devoti fanno preparare del pane di forma rotonda di varie misure con sesamo e il taglio nella parte sovrastante con una croce, questo viene benedetto e donato a tutti coloro che visitano la mensa. In alcuni casi fuori dalla mensa c'è del pane con olive, da gustare. I devoti giornalmente pregano e cantano antiche novene a San Giuseppe. Il giorno di San Giuseppe viene celebrato con i bambini.
L'usanza vuole che a queste tavolate partecipino delle comparse, per rappresentare le figure della Sacra Famiglia. Al centro siedono San Giuseppe, Gesù Bambino e la Madonna accompagnati da San Gioacchino e Sant'Anna
Alcune realtà siciliane, come i borghi di Salemi e Vita, hanno firmato impegni di valorizzazione e gemellaggio con la Pro Loco e l'amministrazione del comune Jonico salentino di Lizzano con interessanti scambi culturali e studi sulle comuni Tavole di San Giuseppe fortemente radicate in entrambi i territori.

## Galleria d'immagini

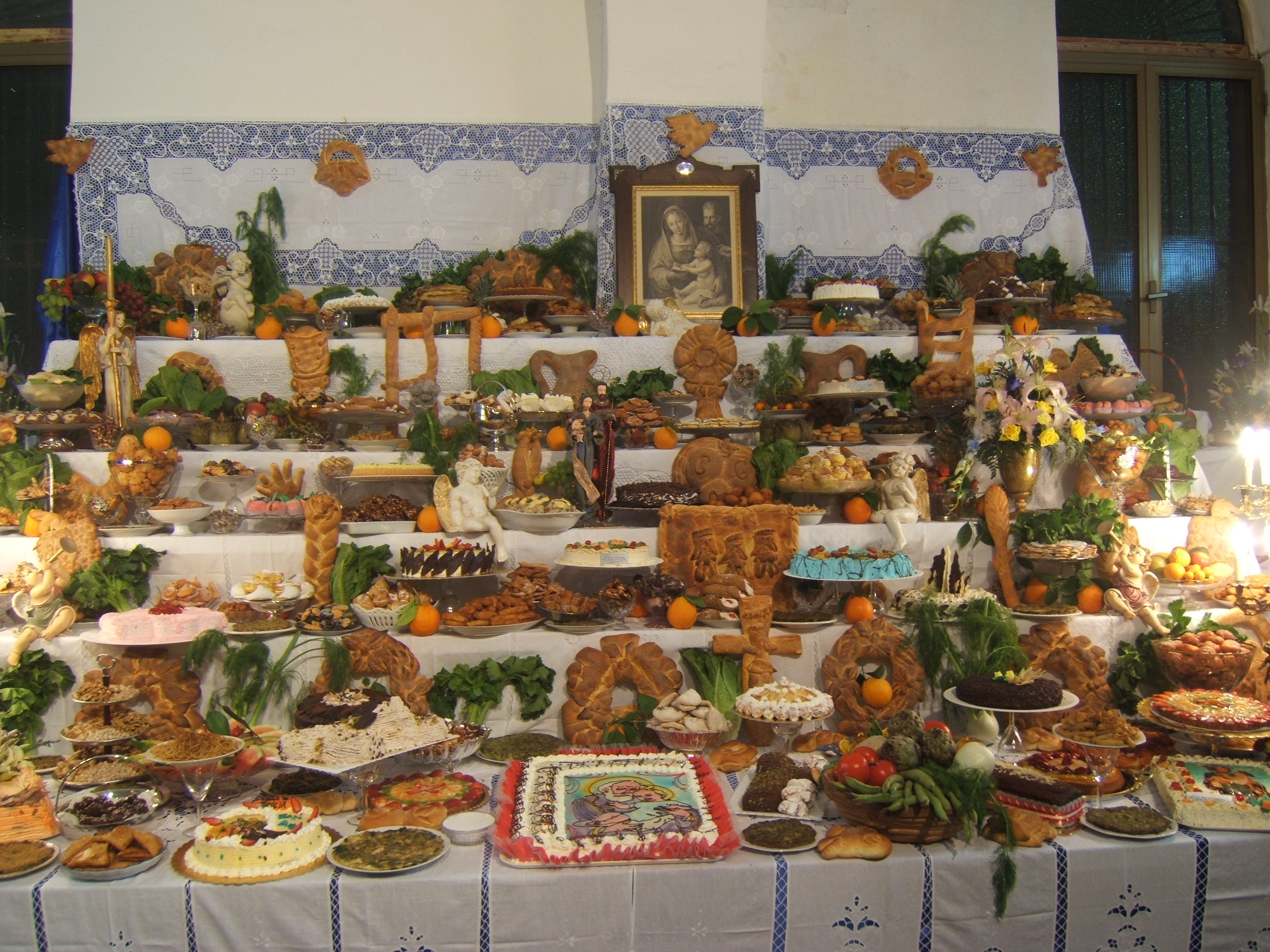
Una tavolata di San Giuseppe (Valguarnera Caropepe).
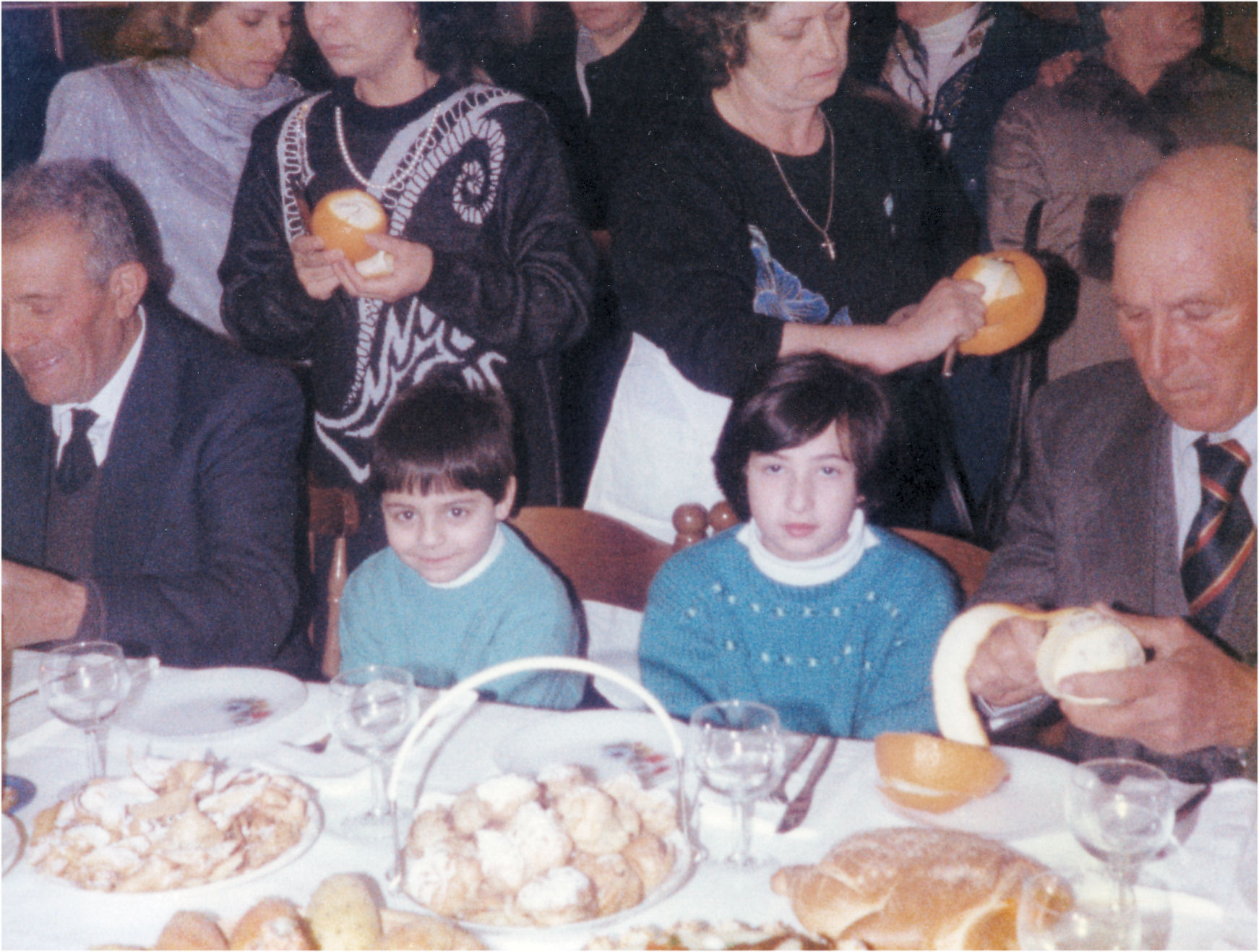
Gesù e la Madonna rappresentati in una Tavolata del 1987 a (Valguarnera Caropepe).
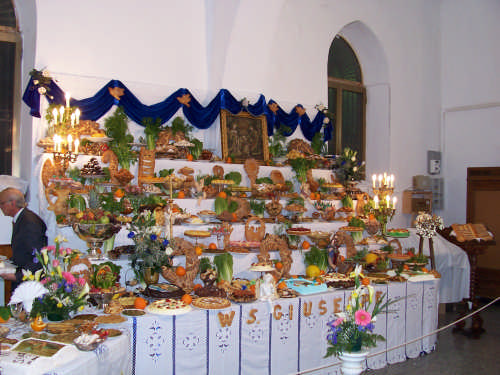
Tavolata presso la sacrestia della Chiesa di San Giuseppe a (Valguarnera Caropepe).